# Lliga catalana de voleibol femenina
La Lliga catalana de voleibol femenina, coneguda com a Lliga Catalana de Superlliga femenina, és una competició esportiva de clubs esportius catalans de voleibol femení. Fou creada durant la dècada de 1980 i és continuació del Campionat de Catalunya de voleibol femení. celebrat durant les dècades de 1960 i 1970. De caràcter anual, està organitzada per la Federació Catalana de Voleibol. Hi participen els equips catalans participants de la Lliga Iberdrola de voleibol, disputant una fase final en seu neutral. Aquesta competició sol celebrar-se al mes de setembre i dona inici a la temporada oficial de voleibol a Catalunya.

## Historial
| En negreta = Equip guanyador (1) = Nombre de títols Nota: Noms dels equips segons l'època |

| Edició | Temp.   | Data       | Campió                                    | Resultat      | Subcampió                | Seu                                 | refs        |
| ------ | ------- | ---------- | ----------------------------------------- | ------------- | ------------------------ | ----------------------------------- | ----------- |
|        | 1982-83 |            | RCD Espanyol-Cornellà ()                  |               |                          |                                     |             |
|        | 1983-84 |            | RCD Espanyol-Cornellà ()                  |               |                          |                                     |             |
|        | 1984-85 | 15-06-1985 | RCD Espanyol Verte ()                     | no es disputà | Biodrink Hispano Francès | Sant Feliu de Llobregat             | [ 2 ] [ 3 ] |
|        | 1985-86 | 08-06-1986 | RCD Espanyol-Completa ()                  | 3–1           | ACE Bombers              | Sant Feliu de Llobregat             | [ 2 ] [ 4 ] |
|        | 1986-87 |            | RCD Espanyol-Completa ()                  |               |                          |                                     |             |
|        | 1987-88 |            | RCD Espanyol ()                           |               |                          |                                     |             |
|        | 1988-89 |            | RCD Espanyol ()                           |               |                          |                                     |             |
|        | 1989-90 |            |                                           |               |                          |                                     |             |
|        | 1990-91 |            | RCD Espanyol ()                           |               |                          |                                     |             |
|        |         |            | Sense dades disponibles entre 1992 i 2010 |               |                          |                                     |             |
|        | 2010-11 | N/D        | CVB Barcelona ()                          |               |                          |                                     | [ 5 ]       |
|        | 2011-12 | N/D        | CV Vall d'Hebron ()                       | lligueta      | CVB Barcelona            | Pavelló de l'INEFC, Barcelona       | [ 6 ]       |
|        | 2012-13 | 07-10-2012 | CVB Barcelona ()                          | 3–1           | CV Vall d'Hebron         | Complex Esportiu l'Hospitalet Nord  | [ 7 ]       |
|        | 2013-14 | 10-10-2013 | CV Vall d'Hebron ()                       | 3-0           | CV Sant Boi              | Pavelló Olímpic de la Vall d'Hebron | [ 8 ]       |
|        | 2014-15 | N/D        | CVB Barcelona ()                          | 2-0           | CV Sant Cugat            | Final a doble partit, Barcelona     | [ 9 ]       |
|        | 2015-16 | N/D        | CVB Barcelona ()                          | 2-0           | CV Sant Cugat            | Final a doble partit, Barcelona     | [ 10 ]      |
|        | 2016-17 | N/D        | CVB Barcelona ()                          | 2-0           | DSV CV Sant Cugat        | Final a doble partit, Barcelona     | [ 11 ]      |
|        | 2017-18 | 26-09-2017 | CVB Barcelona ()                          | 3-0           | DSV CV Sant Cugat        | Barcelona                           | [ 12 ]      |
|        | 2018-19 | 19-09-2018 | CVB Barcelona ()                          | 3–1           | DSV CV Sant Cugat        | Pavelló de Valldoreix               | [ 13 ]      |
|        | 2019-20 | N/D        | DSV CV Sant Cugat (1)                     | lligueta      | CVB Barcelona            | Pavelló de Can Bassa, Granollers    | [ 14 ]      |
|        | 2020-21 | 27-09-2021 | DSV CV Sant Cugat (2)                     | 3-0           | CVB Barcelona            | Pavelló de Valldoreix               | [ 15 ]      |
|        | 2021-22 | N/D        | DSV CV Sant Cugat (3)                     | lligueta      | CVB Barcelona            | Pavelló de Valldoreix               | [ 16 ]      |
|        | 2022-23 | N/D        | DSV CV Sant Cugat (4)                     | lligueta      | CVB Barcelona            | Pavelló de Valldoreix               | [ 17 ]      |
|        | 2023-24 | 25-09-2023 | DSV CV Sant Cugat (5)                     | 3–0           | CVB Barcelona            | Pavelló de Valldoreix               | [ 18 ]      |

1. ↑  Degut a la classificació a la fase final de la Copa del Rei de voleibol del CE Hispano Francès, l'equip femení no va poder disputar la final perquè els seus entrenadors eren jugadors actius de l'equip masculí. L'Espanyol va ser considerat guanyador de la competició